# Gypona sellata
Gypona sellata är en insektsart som beskrevs av Berg 1899. Gypona sellata ingår i släktet Gypona och familjen dvärgstritar. Inga underarter finns listade i Catalogue of Life.